# Die linke Hand Gottes und die rechte Hand des Teufels
Die linke Hand Gottes und die rechte Hand des Teufels (jap. 神の左手悪魔の右手 Kami no Hidarite, Akuma no Migite, dt. „Die linke Hand Gottes, die rechte Hand des Teufels“) ist eine Manga-Serie des japanischen Zeichners Kazuo Umezu, die dem Horror-Genre zugeordnet wird. Der Manga, der von 1986 bis 1989 entstand und ungefähr 1.200 Seiten umfasst, richtet sich vorwiegend an eine erwachsene, männliche Leserschaft und ist damit der Seinen-Gattung zuzuordnen.

## Handlung
Der sechsjährige Junge Sō verfügt über einen stark ausgeprägten sechsten Sinn. In seinen Träumen sieht er sich als Numera Umera, der mit der linken Hand heilen und mit der rechten töten kann. Als diese Person löst er übernatürliche Fälle in seinen Träumen. Allerdings kann er zwischen Realität und Traum schwer unterscheiden und löst mitunter auch Fälle, indem er Menschen tötet, obwohl er sich nicht in einer Traumwelt befindet. Seine Schwester Izumo wird ebenfalls in makabere und übernatürliche Ereignisse hineingezogen.

## Veröffentlichungen
Kami no Hidarite Akuma no Migite erschien in Japan von 1986 bis 1989 wöchentlich in Einzelkapiteln im Manga-Magazin Big Comic Spirits, in dem zur selben Zeit unter anderem auch Naoki Urasawas Yawara! veröffentlicht wurde. Der Shōgakukan-Verlag veröffentlichte diese Einzelkapitel ab Mai 1987 in sechs Sammelbänden. Später wurde der Manga in vier Bunkoban-Bänden sowie 2011 erneut in zwei Bänden neu aufgelegt.
Im Dezember 2023 und Januar 2024 erschien eine Ausgabe in zwei Bänden bei Egmont Manga auf Deutsch. Die Übersetzung stammt von Sascha Mandler.

## Verfilmung
Der Manga wurde 2006 verfilmt. Regie führte Kaneko Shūsuke. Er basiert auf einer Episode des Manga, das Drehbuch schrieben Kazuo Umezu und Yoshinori Matsugae. Die Musik komponierte Wataru Hokoyama, für die Kameraführung war Kenji Takama verantwortlich und für den Schnitt Yōsuke Yafune. Die Produzenten waren Mikihiko Hirata, Naoya Narita und Isao Yoshiwara. An der Produktion beteiligt waren die Firmen Arcimboldo, Eisei Gekijo, Panorama Communications und Toshiba Entertainment.
Der Junge Sō wird von Tsubasa Kobayashi gespielt. Der Film erzählt von einem Vater, der seiner behinderten Tochter Momo oft Märchenbücher mitbringt. Diese sind sehr grausam und enden immer damit, dass ein Mädchen stirbt. Der Mann ist gleichzeitig auch ein Serienmörder, der die Geschichten der Märchenbücher nachstellt und dessen Morde Sou in seinen Träumen miterlebt. Diese Erlebnisse sind so intensiv, dass der Junge aufgrund mysteriöser Wunden am ganzen Körper in ein Krankenhaus eingeliefert werden muss. Er vertraut sich seiner Schwester Izumo an (gespielt von Asuka Shibuya), die sich auf die Suche nach dem Mörder macht. Geleitet wird sie von Sō, der sie über ein kaputtes Handy erreichen kann. Auf ihrer Suche trifft sie auf Yoshiko, die nach einem der toten Mädchen sucht. Bald fallen beide in die Hände des Mörders.
Der Film wurde auf dem Fantasia Festival am 14. Juli 2006 in Montreal vorgestellt. Am 22. Juli startete er in den japanischen Kinos. Im März 2010 wurde er in den USA auf DVD veröffentlicht.